# Compsognathidae
Compsognathidae — викопна родина тероподів. Невеликі двоногі хижаки. До родини належать Compsognathus, Huaxiagnathus, Juravenator, Sinosauropteryx, Xunmenglong.